# Ляшков Анатолій Якович
Анатолій Якович Ляшков (12 січня 1923, с. Софіївка Злинковського району Брянської області — 2015) — український художник. Працював у станкового живопису.

## Біографічна довідка
Учасник Другої світової війни. У 1953 році закінчив живописне відділення Ленінградського державного художнього училища імені В. Серова (педагоги — І.А. Серебряний, В.Ф. Загонек, В.М. Судаков).
Член Вінницької обласної організації Національної спілки художників України з 1985 року.
Учасник обласних та республіканських виставок.

## Творчий доробок
Графіка – «Автопортрет»; живопис – «Очікування листа» (обидва – 1945), «Польова пошта», «Механізатор» (обидва – 1983), «На полях Вінниччини», «Біля Вічного вогню» (обидва – 1986), «Весна над Бугом» (2001), «Вінниця – місто над Бугом» (2004), «Осінній ранок» (2008).